# 圣马塞尔 (厄尔省)
圣马塞尔（法語：Saint-Marcel，法語發音：[sɛ̃ maʁsɛl] ⓘ），法国中北部城市，诺曼底大区厄尔省的一个市镇，隶属于莱桑德利区，其市镇面积为9.93平方公里，2022年1月1日时人口数量为4,474人，在法国城市中排名第2,470位。
圣马塞尔位于厄尔省东部，韦尔农市区西侧，塞纳河左岸，是韦尔农的一个近郊卫星城。

## 地名来源
“圣马塞尔”一名最初于1010年以拉丁语“Sanctus Marcellus in Longavilla”的形式记载于诺曼底公爵理查二世的手记中，其中Marcellus可能来源于古罗马人物马塞卢斯；“Longavilla”则意为“广阔的农田”。

## 历史
根据当地官方网站的论述，圣马塞尔始建于中世纪中期，历史上长期为一处普通农业聚落，当地十五世纪时曾出现了一处教堂。法国大革命后，圣马塞尔成为了厄尔省的一个市镇。工业革命期间，途径此地的巴黎－勒阿弗尔铁路建成有运行但没有设站，约1880年，圣马塞尔出现了首家机械化工厂，其附近的工人社区于1910年建成。二战后，随着韦尔农以及法兰西岛的城市扩张，圣马塞尔人口数量逐年增加，当地出现了多处新兴居民区。

## 地理

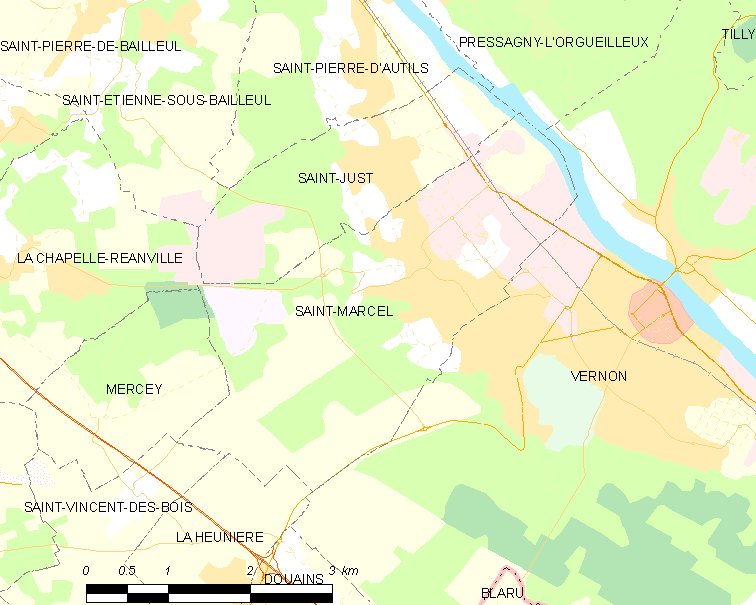
圣马塞尔市镇范围地图

圣马塞尔位于法国中北部，诺曼底大区东南部和厄尔省东部，距离省会埃夫勒大约30公里。与圣马塞尔接壤的市镇包括：梅尔塞、拉沙佩勒隆格维尔、韋爾農、圣樊尚代布瓦、拉厄尼耶尔、普雷萨尼洛格约。

### 地形
圣马塞尔位于塞纳河下游谷地，境内以平原及浅丘为主，市镇中心地势较为平坦，西南部略有起伏，全境海拔在12到141米之间。

### 水文
塞纳河干流自东南向西北流经市镇范围东北部。

### 植被
圣马塞尔属于温带阔叶混交林区，林地多分布于塞纳河畔，市镇范围西南部有疯狂树林（Bois de la Folie）。
在鲜花城市的评比中，圣马塞尔被评为3星级鲜花城市。

### 气候
圣马塞尔在柯本气候分类法中属于温带海洋性气候。
距离圣马塞尔最近的常年气象站位于埃夫勒境内，以下为该气象站的数据：
| 埃夫勒1981年－2019年 | 埃夫勒1981年－2019年 | 埃夫勒1981年－2019年 | 埃夫勒1981年－2019年 | 埃夫勒1981年－2019年 | 埃夫勒1981年－2019年 | 埃夫勒1981年－2019年 | 埃夫勒1981年－2019年 | 埃夫勒1981年－2019年 | 埃夫勒1981年－2019年 | 埃夫勒1981年－2019年 | 埃夫勒1981年－2019年 | 埃夫勒1981年－2019年 | 埃夫勒1981年－2019年 |
| 月份                 | 1月                  | 2月                  | 3月                  | 4月                  | 5月                  | 6月                  | 7月                  | 8月                  | 9月                  | 10月                 | 11月                 | 12月                 | 全年                 |
| -------------------- | -------------------- | -------------------- | -------------------- | -------------------- | -------------------- | -------------------- | -------------------- | -------------------- | -------------------- | -------------------- | -------------------- | -------------------- | -------------------- |
| 历史最高温 °C（°F）  | 15.1 (59.2)          | 20 (68)              | 22.8 (73.0)          | 27.6 (81.7)          | 30 (86)              | 35.9 (96.6)          | 40.9 (105.6)         | 41.4 (106.5)         | 33.9 (93.0)          | 28.3 (82.9)          | 20.8 (69.4)          | 16 (61)              | 41.4 (106.5)         |
| 平均高温 °C（°F）    | 6.6 (43.9)           | 7.6 (45.7)           | 11.2 (52.2)          | 14.2 (57.6)          | 17.8 (64.0)          | 21.1 (70.0)          | 23.8 (74.8)          | 23.8 (74.8)          | 20.3 (68.5)          | 15.6 (60.1)          | 10.2 (50.4)          | 6.9 (44.4)           | 14.9 (58.8)          |
| 日均气温 °C（°F）    | 3.9 (39.0)           | 4.3 (39.7)           | 7.2 (45.0)           | 9.4 (48.9)           | 13 (55)              | 16 (61)              | 18.4 (65.1)          | 18.4 (65.1)          | 15.4 (59.7)          | 11.7 (53.1)          | 7.1 (44.8)           | 4.3 (39.7)           | 10.8 (51.4)          |
| 平均低温 °C（°F）    | 1.2 (34.2)           | 1.1 (34.0)           | 3.1 (37.6)           | 4.7 (40.5)           | 8.2 (46.8)           | 11 (52)              | 13 (55)              | 13 (55)              | 10.4 (50.7)          | 7.8 (46.0)           | 4 (39)               | 1.6 (34.9)           | 6.6 (43.9)           |
| 历史最低温 °C（°F）  | −18.6 (−1.5)         | −15 (5)              | −10.7 (12.7)         | −4.4 (24.1)          | −2 (28)              | −0.6 (30.9)          | 4.2 (39.6)           | 1.9 (35.4)           | 0.2 (32.4)           | −4.6 (23.7)          | −8.9 (16.0)          | −14 (7)              | −18.6 (−1.5)         |
| 平均降水量 mm（）    | 50.6 (1.99)          | 41.2 (1.62)          | 47.4 (1.87)          | 46 (1.8)             | 55.7 (2.19)          | 51.6 (2.03)          | 52.4 (2.06)          | 38.2 (1.50)          | 50.3 (1.98)          | 61 (2.4)             | 50.5 (1.99)          | 59.7 (2.35)          | 604.6 (23.80)        |
| 月均日照時數         | 65.6                 | 79.9                 | 122.4                | 166.6                | 192.1                | 212.4                | 216.3                | 205                  | 169.6                | 122.1                | 72.7                 | 59.8                 | 1,684.5              |
| 来源：infoclimat.fr  |                      |                      |                      |                      |                      |                      |                      |                      |                      |                      |                      |                      |                      |

## 行政区划
圣马塞尔是法国诺曼底大区厄尔省的一个市镇，编号为27562。圣马塞尔隶属于莱桑德利区、厄尔省第五选区以及厄尔河畔帕西县，同时也是塞纳诺曼底城市圈公共社区的组成部分。
法国国家统计与经济研究所（简称）在进行数据统计时，将圣马塞尔及相邻的另外2个市镇设为韦尔农城市核心区和韦尔农城市区。自2020年起，韦尔农城市区被包1,949个市镇的巴黎城市辐射区代替。此外，还将圣马塞尔市镇整体看作一个“块区”（IRIS），以便于统计人口分布情况。

## 交通

### 公路
厄尔省省道D64线、D73线、D181线和D6015线经过圣马塞尔境内。诺曼底大区下属的城际客运提供巴士线路，可前往周边部分市镇。
| 16 巴黎卡昂 | 6 |

| 埃夫勒 | 30 |

| 莱桑德利 | 24 |

| 鲁昂 | 64 |

| 卢维耶 | 29 |

| 韦尔农 | 3 |

| 日索尔 | 36 |

2018年，80.8%的圣马塞尔家庭拥有至少一辆私人汽车。2019年，圣马塞尔境内共发生各类交通事故6起，造成12人受伤。

### 铁路
圣马塞尔位于巴黎－勒阿弗尔铁路上，该铁路未在圣马塞尔境内设有车站。距离圣马塞尔最近的运营中的客运铁路车站为2公里外的韦尔农-吉维尼站，该站位于韦尔农市区，停靠往返于巴黎和鲁昂一线的区域列车，同时也是法兰西岛大区铁路J线的一个终点站。

### 航空
距离圣马塞尔最近的民用航空站为巴黎戴高乐机场，距离圣马塞尔市中心的公路里程约98公里。

### 城市公共交通
塞纳-诺曼底公共交通（商业名称为）是圣马塞尔所在区域的城市公共交通系统。截至2022年1月，该系统共包括10条公交线路，其中5路和6路经过圣马塞尔市区。

## 政治

### 市政内阁

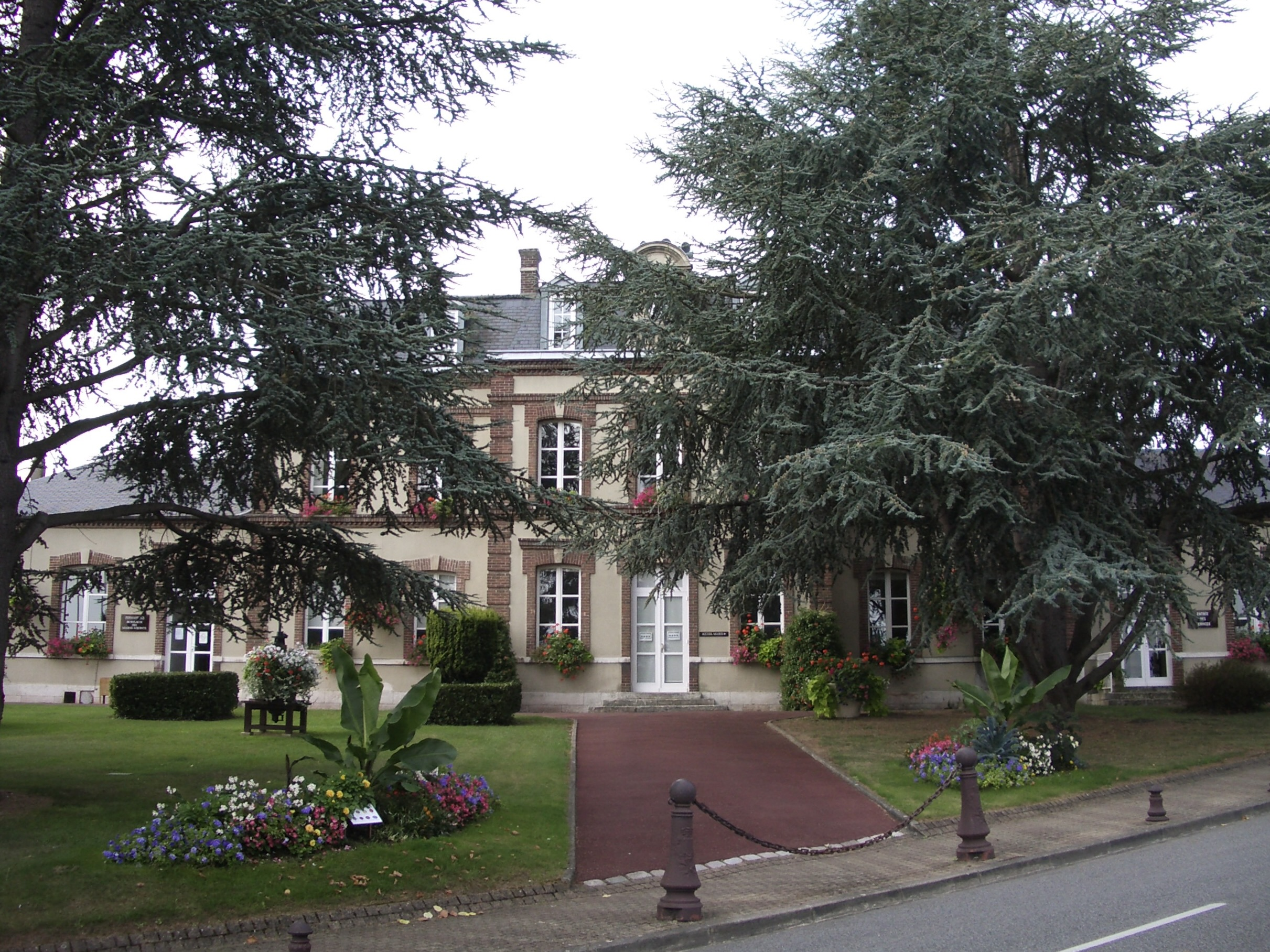
圣马塞尔市政厅

圣马塞尔的现任市长为埃尔韦·波德拉扎先生（Hervé Podraza），他是一名无党派人士，在2020年的市政选举中获得了54.14%的支持率。
| 圣马塞尔历届市长       | 圣马塞尔历届市长                | 圣马塞尔历届市长          |
| 任期                   | 市长                            | 党派                      |
| ---------------------- | ------------------------------- | ------------------------- |
| （1965年以前资料暂缺） |                                 |                           |
| 1965年－1995年         | Guy Gambu 居伊·冈比             | 無黨籍                    |
| 1995年－2020年         | Gérard Volpatti 热拉尔·沃尔帕蒂 | UMP人民运动联盟 →LR共和黨 |
| 2020年－               | Hervé Podraza 埃尔韦·波德拉扎   | 無黨籍                    |

### 各级选举
| 圣马塞尔历届投票选举结果 | 圣马塞尔历届投票选举结果 | 圣马塞尔历届投票选举结果 | 圣马塞尔历届投票选举结果 | 圣马塞尔历届投票选举结果     | 圣马塞尔历届投票选举结果 | 圣马塞尔历届投票选举结果 | 圣马塞尔历届投票选举结果     | 圣马塞尔历届投票选举结果 | 圣马塞尔历届投票选举结果 |
| 选举项目                 | 选举范围                 | 选区单位                 | 选举结果                 | 选举结果                     | 选举结果                 | 选举结果                 | 选举结果                     | 选举结果                 | 参考资料                 |
| 选举项目                 | 选举范围                 | 选区单位                 | 第一轮胜出者             | 第一轮胜出者                 | 支持率                   | 第二轮胜出者             | 第二轮胜出者                 | 支持率                   | 参考资料                 |
| ------------------------ | ------------------------ | ------------------------ | ------------------------ | ---------------------------- | ------------------------ | ------------------------ | ---------------------------- | ------------------------ | ------------------------ |
| 2017年法國總統選舉       | 法國                     | 市镇                     |                          | 埃马纽埃尔·马克龙            | 25.79%                   |                          | 埃马纽埃尔·马克龙            | 66.55%                   | [ 18 ]                   |
| 2017年法国立法选举       | 厄尔省第五选区           | 市镇                     |                          | 克莱尔·奥珀蒂                | 38.01%                   |                          | 克莱尔·奥珀蒂                | 68.13%                   | [ 18 ]                   |
| 2019年欧洲议会选举       | 法國                     | 市镇                     |                          | Renaissance                  | 26.22%                   | （不适用）               | （不适用）                   | （不适用）               | [ 18 ]                   |
| 2021年法国省级选举       | 厄尔省                   | 县                       |                          | CARON Cécile LEHONGRE Pascal | 61.45%                   |                          | CARON Cécile LEHONGRE Pascal | 76.86%                   | [ 19 ]                   |
| 2021年法国省级选举       | 厄尔省                   | 市镇                     |                          | CARON Cécile LEHONGRE Pascal | 56.3%                    |                          | CARON Cécile LEHONGRE Pascal | 76.26%                   | [ 19 ]                   |
| 2021年法国大区选举       |                          | 市镇                     |                          | 埃尔韦·莫兰                  | 29.64%                   |                          | 埃尔韦·莫兰                  | 33.1%                    | [ 20 ]                   |

## 人口
2018年，圣马塞尔市镇人口数量为4,446，在法国排名第2,470位。其中男性2,162人，女性2,284人，75岁及以上人口占9.8%，外籍人口数量为908人，人口密度为448人/平方公里，当地居民被称为（男性）或（女性）。2019年，圣马塞尔境内出生43人，死亡人口39人。
| 年份   | 1936  | 1946  | 1954  | 1962  | 1968  | 1975  | 1982  | 1990  | 1999  | 2006  | 2008  | 2013  | 2018  | 2019  |
| ------ | ----- | ----- | ----- | ----- | ----- | ----- | ----- | ----- | ----- | ----- | ----- | ----- | ----- | ----- |
| 人口數 | 1,244 | 1,363 | 1,532 | 1,701 | 3,470 | 4,198 | 4,434 | 4,398 | 4,982 | 4,971 | 4,967 | 4,657 | 4,446 | 4,425 |

## 经济
截止2022年1月，圣马塞尔市镇范围内共有各类用人单位（包含自雇）724家，平均历史为16年，其中98.3%为中小型企业（PME）。（电子设备生产）、（成人培训）及（染料色素生产）是当地2020年营业额最高的三个企业，分别为46,193,772欧元、24,712,842欧元和20,495,674欧元。

## 财政与居民收入
2020年，圣马塞尔的财政收入总额为5,894,170欧元，财政支出总额为5,121,940欧元，当年的债务总额为3,677,230欧元。2021年，圣马塞尔共获得50,004欧元的国家财政补助，比上一年增加了1.62%。
2019年，圣马塞尔的人均月收入总额为2,544欧元，其中高级职员为4,196欧元，低于法国平均水平（4,230欧元）；中级职员为2,510欧元，高于法国平均水平（2,411欧元）；普通职员为1,797欧元，高于法国平均水平（1,740欧元）。
2018年，圣马塞尔境内的青壮年（15至64岁）失业率为13%，当地54.1%的家庭拥有纳税资格，平均纳税2,949欧元，低于法国平均水平（3,910欧元）。

## 社会事务

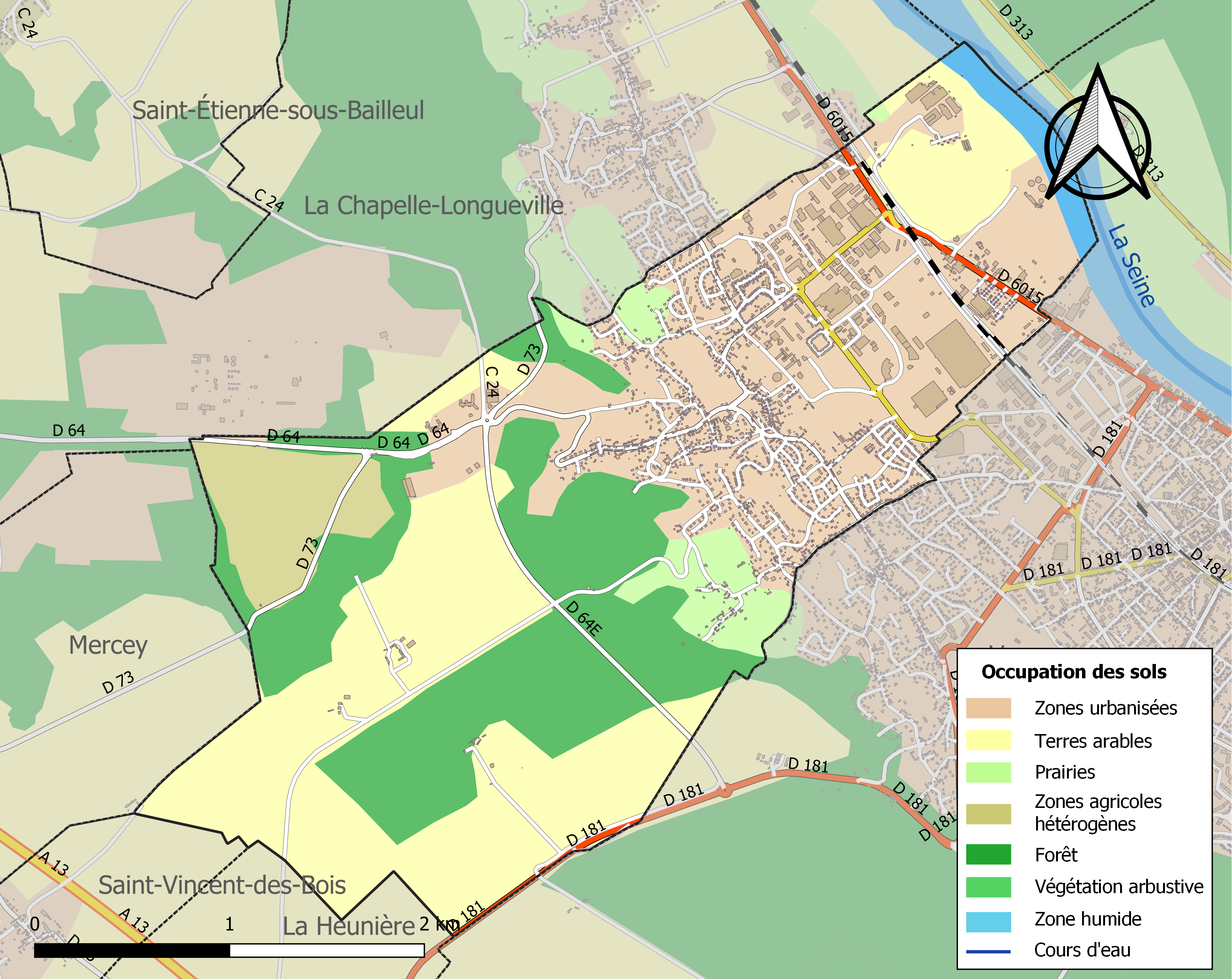
圣马塞尔土地利用情况地图

### 教育
圣马塞尔属于诺曼底学区。截止2020年1月1日，圣马塞尔境内共有1所幼儿园、1所小学和1所初级中学。2018至2019学年度，圣马塞尔境内共有在校中等教育阶段学生503名。

### 医疗
截止2020年1月1日，圣马塞尔境内共有全科医生6名、保健师9名、牙医1名、护士7名和妇科医生1名。境内共有药房2家、养老院1家。
圣马塞尔是“厄尔-塞纳中心医院”（Centre Hospitalier Eure-Seine）的服务范围，后者是法国的一个区域性医疗机构，其主病区位于埃夫勒，是当地规模最大的公立综合性医院，此外该机构在韦尔农市区亦建有一处分院，设有多个科室。

### 住房
2018年，圣马塞尔境内共有各类住房2,147套，其中66.6%为独立式居民区，31.1%为集中式居民区。常住房屋占圣马塞尔市镇范围内居民建筑总量的92.6%。
在住房保障政策方面，2020年，圣马塞尔境内共有306户家庭获得了住房经济补助，受益人数占总人口数量的6.9%，其中292份为房租补助。

### 商业
2019年，圣马塞尔境内共有各类实体商铺189家，其中餐厅15家、大型超市5家、杂货店1家、面包房3家、肉铺1家、银行门店3家、美容美发店6家、汽车维修店27家。市中心建有大型开放式商业街区，有E.Leclerc、Darty、迪卡侬等购物商场。

### 体育
2020年，圣马塞尔境内共有1家游泳池、2间体育馆、1座综合体育场、5处网球场、1处马术场、2处足球或橄榄球场以及1处篮球或排球场。
截至2022年1月，圣马塞尔足球俱乐部（Saint-Marcel Football，编号521578）是当地唯一的注册足球俱乐部，成立于1965年，其主队2021至2022赛季参加诺曼底大区足球联赛乙组联赛（法国第七级别），该俱乐部主场莱奥·拉格朗日球场（Stade Leo Lagrange）位于市区西北部。

### 环境
圣马塞尔的环境事务由其所属的塞纳诺曼底城市圈公共社区负责。2019年，圣马塞尔境内共有5家污染企业。

### 治安
圣马塞尔所在地是韦尔农警区的管辖范围。2020年，该警区辖区内共3个市镇累计发生各类案件1,678起，其中盗窃类案件720起，经济类案件382起，毒品交易类案件94起。

## 文化

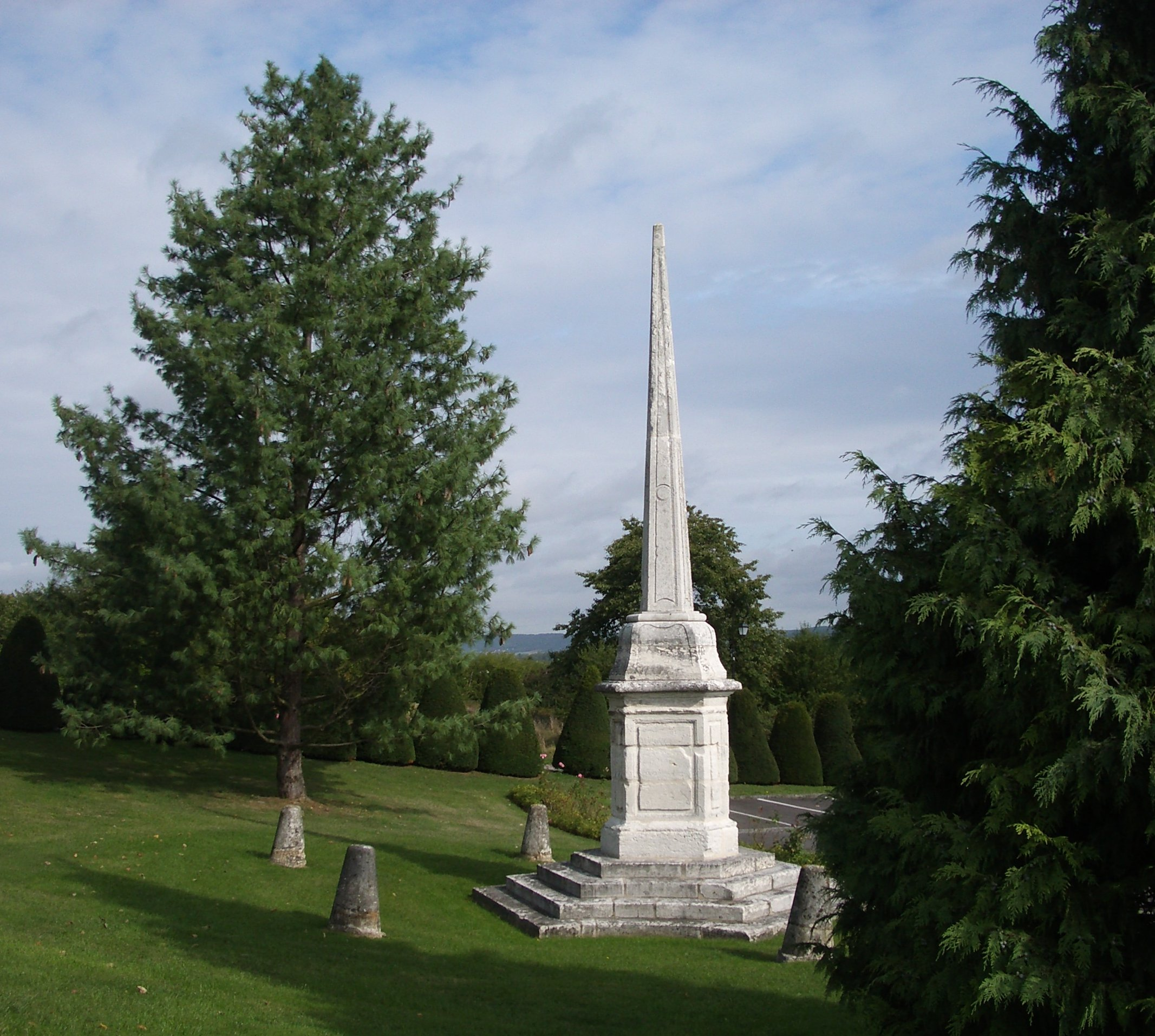
圣马塞尔方尖碑

2020年，圣马塞尔境内暂无任何文化设施。圣马塞尔市政府提供多媒体中心，每周三、四、五、六向公众开放。

### 建筑
圣马塞尔境内有多处历史建筑，其中白色十字方尖碑（Obélisque de la Croix-Blanche）是法国国家文物保护单位。

### 旅游
圣马塞尔的旅游事务由其所属的塞纳诺曼底城市圈公共社区负责。2021年，圣马塞尔境内共有5家酒店共计286间房间；另有1个露营地，可容纳共60辆露营车。

### 媒体
法国主要的媒体均可在圣马塞尔接收，法国电视三台下属的诺曼底大区频道在部分时段播出圣马塞尔所属区域的地方新闻。当地主要的地方性媒体包括《不可分割报》、蓝色法兰西鲁昂诺曼底广播等。

## 友好城市
截至2022年1月，圣马塞尔共与三座城市互为友好城市关系：
- 德国 尼德林根
- 英格兰 主教城堡
- 義大利 切雷托圭迪